# Babajide Sanwo-Olu
Babajide Olusola Sanwo-Olu (Lagos, 25 de junio de 1965) es un político nigeriano y actual gobernador del estado de Lagos. Se convirtió en gobernador bajo la plataforma del Congreso de Todos los Progresistas después de disputar y ganar inesperadamente las primarias para gobernador bajo el Congreso de Todos los Progresistas contra el gobernador titular Akinwunmi Ambode del estado de Lagos en octubre de 2019. Es graduado de la Universidad de Lagos, así como de la Escuela de Negocios de Londres, la Escuela de Negocios de Lagos y la Escuela de Gobierno John F. Kennedy. Antes de su carrera para gobernador, fue director general y director general de la Corporación de Desarrollo de la Propiedad del Estado de Lagos (CDPEL).

## Formación
Sanwo-Olu tiene una licenciatura en topografía y una maestría en administración de empresas de la Universidad de Lagos. Fue alumno de la Escuela de Gobierno John F. Kennedy, la Escuela de Negocios de Londres y la Escuela de Negocios de Lagos.
Es miembro asociado del Instituto Colegiado de Gestión de Personal (ICGP) y miembro del Instituto de Formación y Desarrollo de Nigeria (IFDN).

## Carrera

### Banca
Babajide Olusola Sanwo-Olu fue tesorero del antiguo Lead Merchant Bank de 1994 a 1997, después de lo cual pasó al United Bank for Africa como director del mercado monetario extranjero. Luego pasó a First Inland Bank, Plc (ahora First City Monument Bank) como subgerente general y jefe de división. Fue presidente de Baywatch Group Limited y First Class Group Limited.

### Servicio público
Babajide Olusola Sanwo-Olu comenzó su carrera política en 2003, cuando fue nombrado Asesor Especial en Asuntos Corporativos del entonces vicegobernador del estado de Lagos, Femi Pedro. Más tarde fue nombrado Comisionado interino de Planificación Económica y Presupuesto hasta 2007, cuando fue nombrado Comisionado de Comercio e Industria por el entonces gobernador Bola Tinubu. Después de las Elecciones Generales de 2007, Babajide Olusola Sanwo-Olu fue nombrada Comisionado de Establecimientos, Capacitación y Pensiones por el Gobernador Babatunde Fashola. Babajide Olusola Sanwo-Olu fue nombrado director general/CEO de la Corporación de Propiedad y Desarrollo del Estado de Lagos (CPDEL) por el gobernador Akinwunmi Ambode en 2016.
Algunos de sus logros notables en el sector público incluyen la supervisión de los proyectos de privatización de la Oficina de Empresas Públicas (OEP). Estableció y fue el presidente de la junta pionera del Fondo Fiduciario de Seguridad de Lagos. El Sistema LAGBUS y el Centro de Control y Comando en Alausa Ikeja se establecieron posteriormente bajo sus directivas.

### Política
El 16 de septiembre de 2018, Babajide Olusola Sanwo-Olu declaró formalmente su intención de postularse para el cargo de gobernador del estado de Lagos bajo la plataforma del Congreso de Todos los Progresistas (APC), lo que lo convirtió en un importante contendiente para el gobernador en ejercicio Akinwunmi Ambode.
Su declaración atrajo el respaldo de las principales partes interesadas en la política del estado de Lagos; incluido el Consejo Asesor del Gobernador del Estado de Lagos del Congreso de Todos los Progresistas y miembros de la Cámara de la Asamblea del Estado de Lagos, lo que condujo al retiro del Dr. Obafemi Hamzat, un aspirante a gobernador en la plataforma del Congreso de Todos los Progresistas en Lagos de la carrera para gobernador.
Ganó las primarias para gobernador de Lagos del Congreso de Todos los Progresistas (APC) el 2 de octubre de 2018. En el mitin de campaña de inauguración del APC celebrado el 8 de enero de 2019, el gobernador de Lagos, Akinwunmi Ambode, y 63 partidos políticos dieron su apoyo a la candidatura. del Sr. Babajide Sanwo-Olu. En una victoria aplastante sobre sus oponentes, Jimi Agbaje, Sanwo-Olu fue elegido para el cargo de gobernador del estado de Lagos en las elecciones generales de 2019 para el estado de Lagos que se celebraron el 9 de marzo de 2019. Prestó juramento como el decimoquinto gobernador del estado de Lagos en la plaza Tafawa Balewa de la isla de Lagos el miércoles 29 de mayo de 2019.
Ha estado trabajando en diferentes actividades de desarrollo, una de las cuales es la construcción de carreteras en áreas importantes del estado de Lagos. Recientemente, Sanwo-olu pidió que la estatua de Fela Kuti que fue erigida por Akinwunmi Ambode fuera removida de Allen Avenue en Ikeja para aliviar la situación del tráfico en esa área. Sin embargo, se dice que la estatua fue reubicada en un área más conveniente en el estado de Lagos. El gobernador encargó el Oshodi - Abule-Egba BRT Lane, entre otros proyectos, en 2020.

## Reconocimientos

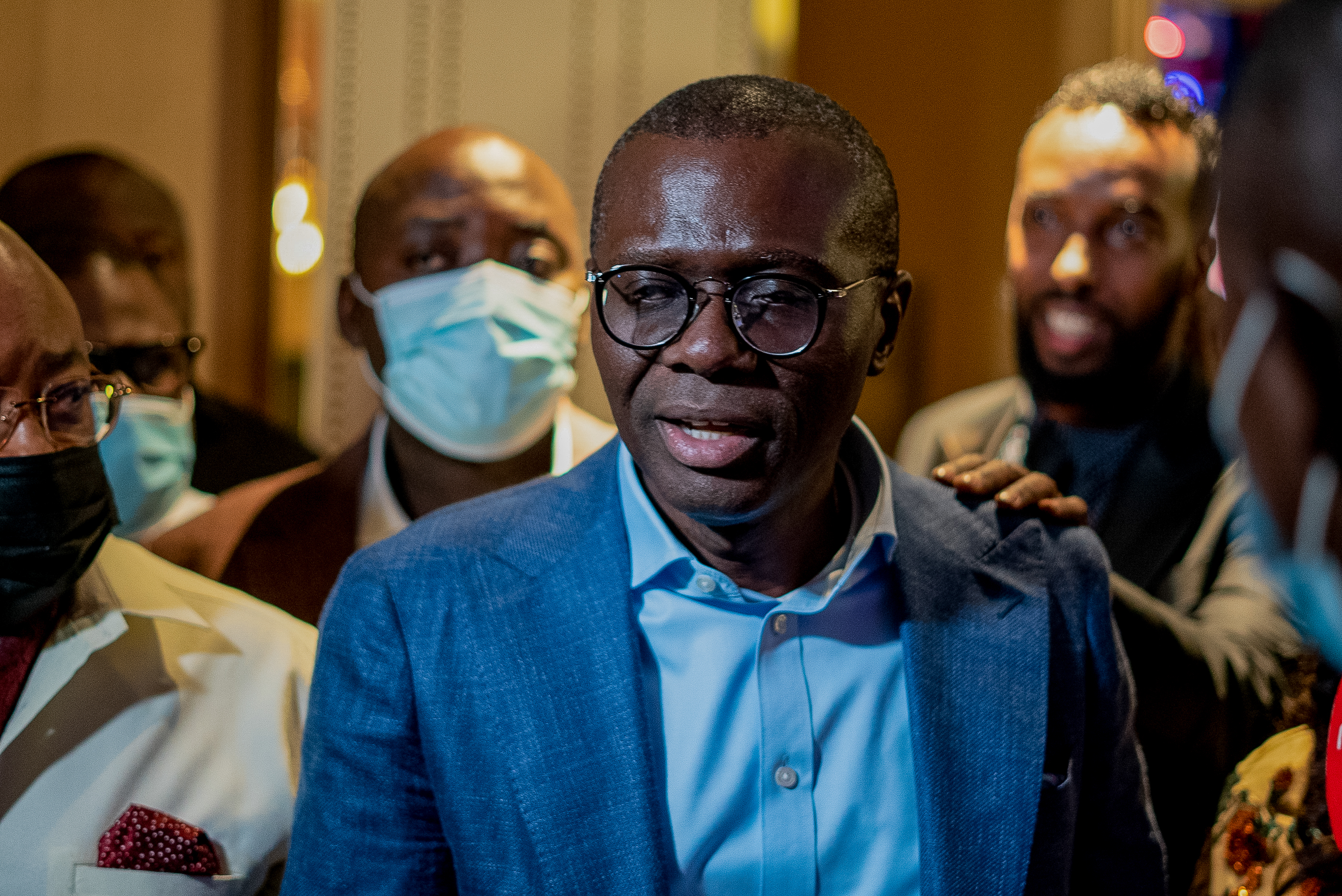
El gobernador Sanwaolu en los Premios AMA de 2021.

Babajide Olusola Sanwo-Olu ha obtenido una variedad de premios en su carrera, algunos de los cuales incluyen:
- Premio Platino del Club de Servicios Públicos del Estado de Lagos.
- 2009 Mejor premio en Desarrollo de Capital Humano del Industrial Training Fund (ITF).
- Premio al mérito de la Asociación de Contadores Nacionales de Nigeria.
- Premio al mérito del Chartered Institute of Personnel Management en Nigeria (CIPMN).
- Premio al Mérito de la Asociación de Mujeres Ingenieras Profesionales de Nigeria (APWEN).
- Premio LSDPC Liderazgo Impactante y Reconocimiento.
- Premio Media Nite-Out al Mejor Gobernador del Año (2020).[19]

## Vida privada
Babajide Olusola Sanwo-Olu está casado con Ibijoke Sanwo-Olu.